# Cees van Espen
Cees van Espen (né le 28 mai 1938 à Arnhem) est un coureur cycliste néerlandais. Professionnel de 1964 à 1969, il a notamment remporté une étape du Tour de France 1965.

## Palmarès

### Palmarès amateur
- 1960
  - 3e du Tour du Hainaut
- 1962
  - Tour de Twente
  - Tour du Brabant
  - 3e du Tour de Hollande-Septentrionale
- 1963
  - Tour de Canada
  - 2e du Tour de Hollande-Septentrionale

### Palmarès professionnel
- 1965
  - 3eb étape de Paris-Nice (contre-la-montre par équipes)
  - 4ea étape du Tour des Pays-Bas (contre-la-montre par équipes)
  - 5ea étape du Tour de France
  - 8e de la Flèche wallonne
- 1967
  - 2e de Hoeilaart-Diest-Hoeilaart

## Résultats sur le Tour de France
2 participations 
- 1964 : abandon (6e étape)
- 1965 : abandon (11e étape), vainqueur de la 5ea étape